# Грилли, Витторио
Витторио Умберто Грилли (итал. Vittorio Umberto Grilli; род. 19 мая 1957 года, Милан) — итальянский экономист и политик, министр экономики и финансов в правительстве Монти (2012—2013).

## Биография
Сын владельца компании по производству оборудования для кафе Массимо Грилли и Марии Инес Колнаги (Maria Ines Colnaghi) — исследовательницы в области онкологии. Окончил классический лицей Гонзаго и университет Боккони, впоследствии продолжил изучение экономики в Рочестерском университете (где получил степень доктора философии по экономике) и Йельском университете в США (в этот период познакомился с экономистами Луиджи Спавента, Марио Драги и Франческо Джавацци).
В 1986—1990 ассистент профессора в Йельском университете.
В 1990—1994 профессор финансов в Биркбек (Лондонский университет).
В 1994—2000 в министерстве казначейства, бюджета и финансового планирования.
В 2001—2002 руководил итальянским направлением инвестиционно-банковской деятельности Credit Suisse First Boston.
С 2002 по 2005 год возглавлял бухгалтерский департамент Министерства экономики и финансов Италии, с 2005 по 2011 год — казначейский департамент того же ведомства.
В правительстве Марио Монти занимал должность заместителя министра экономики и финансов с 29 ноября 2011 по 11 июля 2012 года и затем до 28 апреля 2013 года — министра экономики и финансов.
В 2014 году назначен президентом расположенного в Лондоне подразделения JPMorgan для операций в Европе, на Ближнем Востоке и в Африке (Corporate and Investment Banking Emea).

## Личная жизнь
В 1993 году, находясь в США, женился на американской предпринимательнице Лизе Ловенстайн (Lisa Lowenstein), в 2013 году официально оформил отмену этого брака.
В воскресенье 7 октября 2018 года Грилли стал жертвой преступления — в 15.20 на Виа Сальсомаджоре в Риме два бандита-итальянца повалили его на землю, сорвали с руки часы марки Jaeger-LeCoultre стоимостью 12 тыс. евро и сбежали. Потерпевший физически не пострадал.

## Награды
Кавалер трёх степеней ордена «За заслуги перед Итальянской Республикой»:
- Коммандор (27 декабря 1995)[5]
- Великий офицер (2 июня 1999)[6]
- Кавалер Большого креста (25 ноября 2011)[7]